# 小行星15495
小行星15495（15495 Bogie）是一颗绕太阳运转的小行星，为主小行星带小行星。该小行星于1999年2月17日发现。

## 轨道参数
小行星15495的轨道半长轴为2.7537455 UA，离心率为0.140。